# نشویل (میشیگان)
نشویل (به انگلیسی: Nashville) یک منطقهٔ مسکونی در ایالات متحده آمریکا است که در شهرستان بری، میشیگان واقع شده‌است. نشویل ۵٫۷۴ کیلومتر مربع مساحت و ۱٬۵۳۷ نفر جمعیت دارد و ۲۵۰ متر بالاتر از سطح دریا واقع شده‌است.